# Henry Luce III.
Henry Luce III, genannt Hank, (* 28. April 1925 in Manhattan, New York City; † 7. September 2005 auf Fishers Island, New York) war ein US-amerikanischer Verleger und Herausgeber des Time Magazine.

## Leben
Henry Luce III war der älteste Sohn von Henry R. Luce, dem Gründer des Time Magazine. Er wurde 1925 geboren. 1935 heiratete sein Vater Clare Booth Brokaw. Luce war der Enkelsohn des presbyterianischen Missionars Henry Winters Luce.
Er machte seinen Abschluss an der Yale University, musste sein Studium aber während des Zweiten Weltkriegs für drei Jahre unterbrechen. In dieser Zeit diente er als Marineoffizier auf einem Zerstörer im Pazifik.
Nach dem Krieg arbeitete er zunächst als Assistent für Joseph P. Kennedy, der Mitglied der Hoover-Kommission war. Danach war er Mitglied der Commission on Organization of the Executive Branch of Government. 1949 wurde Luce Reporter bei der Cleveland Press, bevor er 1951 seine Karriere bei TIME Inc. als Korrespondent des Time Magazines für Washington begann. In dieser Zeit schrieb er Titelgeschichten über Senator Joseph R. McCarthy und Vizepräsident Richard M. Nixon. Er arbeitete zwei Jahre in New York als Schreiber für Auslandsnachrichten und Innenpolitik.
Im Jahr 1956 wurde er Leiter des Firmenteams, welches für die Planung und Überwachung der Konstruktion des neuen Time-&-Life-Gebäudes am Rockefeller Center zuständig war. Nachdem das Gebäude 1960 fertiggestellt wurde, besetzte er etliche Positionen bei TIME Inc., darunter Auflagenleiter von Fortune, Architectural Forum und House and Home.
1964 stieg er zum Vizepräsidenten von Time Inc. auf; er wurde später im selben Jahr zum Direktor für Forschung und Entwicklung ernannt. Im Jahr 1966 kehrte er, als Bürochef des Time-Life News Service in London, zum Journalismus zurück. 1968 wurde er Herausgeber von Fortune und ein Jahr später auch vom Time Magazine. Der Philanthrop Henry Luce III war bis zu seinem Tode Präsident der Henry Luce Foundation.
Henry Luce III war viermal verheiratet. Seine erste Ehe mit Patricia Porter wurde 1954 geschieden. Seine zweite Frau, Claire McGill starb 1971; ebenso seine dritte Frau, Nancy Bryan Cassiday, 1987. In vierter Ehe war er mit Leila Eliott Burton Hadley verheiratet. Durch seine Ehe mit Claire McGill war er der Stiefvater des Schauspielers William Hurt.
Mit seiner ersten Frau hatte er zwei Kinder, einen Sohn und eine Tochter. Luce starb in seinem Sommerhaus auf Fishers Island in der Nähe von New York.